# UNIA (sindacato)
UNIA è un sindacato interprofessionale svizzero. È attivo nel settore dell'industria, dell'artigianato, dell'edilizia e dei servizi privati. Unia rappresenta gli interessi di tutti i lavoratori e tutte le lavoratrici e offre ai suoi iscritti consulenza, protezione giuridica e altri servizi. Unia gestisce inoltre la più grande cassa disoccupazione della Svizzera.
All'interno del mondo del lavoro, Unia vuole modificare il rapporto di forze a favore dei lavoratori. Unia riunisce oltre 170'000 lavoratrici e lavoratori e ha concluso 237 contratti collettivi di lavoro, a cui sono assoggettati oltre un milione di occupati in Svizzera.  Il sindacato Unia è anche attivo a livello politico e si batte per una società sociale e giusta. Unia ha già contribuito alla realizzazione di diverse iniziative e campagne in vista di importanti votazioni. Il sindacato partecipa inoltre attivamente a molte manifestazioni e mobilitazioni.

## Storia
Unia è di gran lunga il più grande sindacato svizzero. È nato il 16 ottobre 2004 a Basilea dalla fusione del Sindacato Edilizia e Industria SEI, della Federazione dei Lavoratori del Metallo e dell'Orologeria FLMO, della Federazione dei Lavoratori del Commercio dei Trasporti e dell'Alimentazione FCTA, del sindacato ginevrino del settore terziario Actions e di unia, anch'essa attiva nel terziario. E affiliato all'Unione sindacale svizzera (USS), la più grande associazione mantello di sindacati in Svizzera.

## Struttura
Il sindacato Unia ha la forma giuridica di un'associazione. Gli organi dirigenti sono il Comitato centrale e il Comitato direttore. I suoi 170.000 associati sono ripartiti in 13 regioni e 90 segretariati locali e appartengono a seconda della professione ad uno dei quattro settori Edilizia, Artigianato, Industria o Terziario. Inoltre, quattro gruppi d'interesse operano negli ambiti legati ai giovani, alle donne, alla migrazione e ai pensionati.
La cassa disoccupazione indipendente di Unia comprende 65 uffici di pagamento dislocati in tutta la Svizzera. Nel 2013, ha versato oltre un miliardo di franchi provenienti dall'assicurazione contro la disoccupazione della Confederazione.